# Cmentarz wojenny w Kole

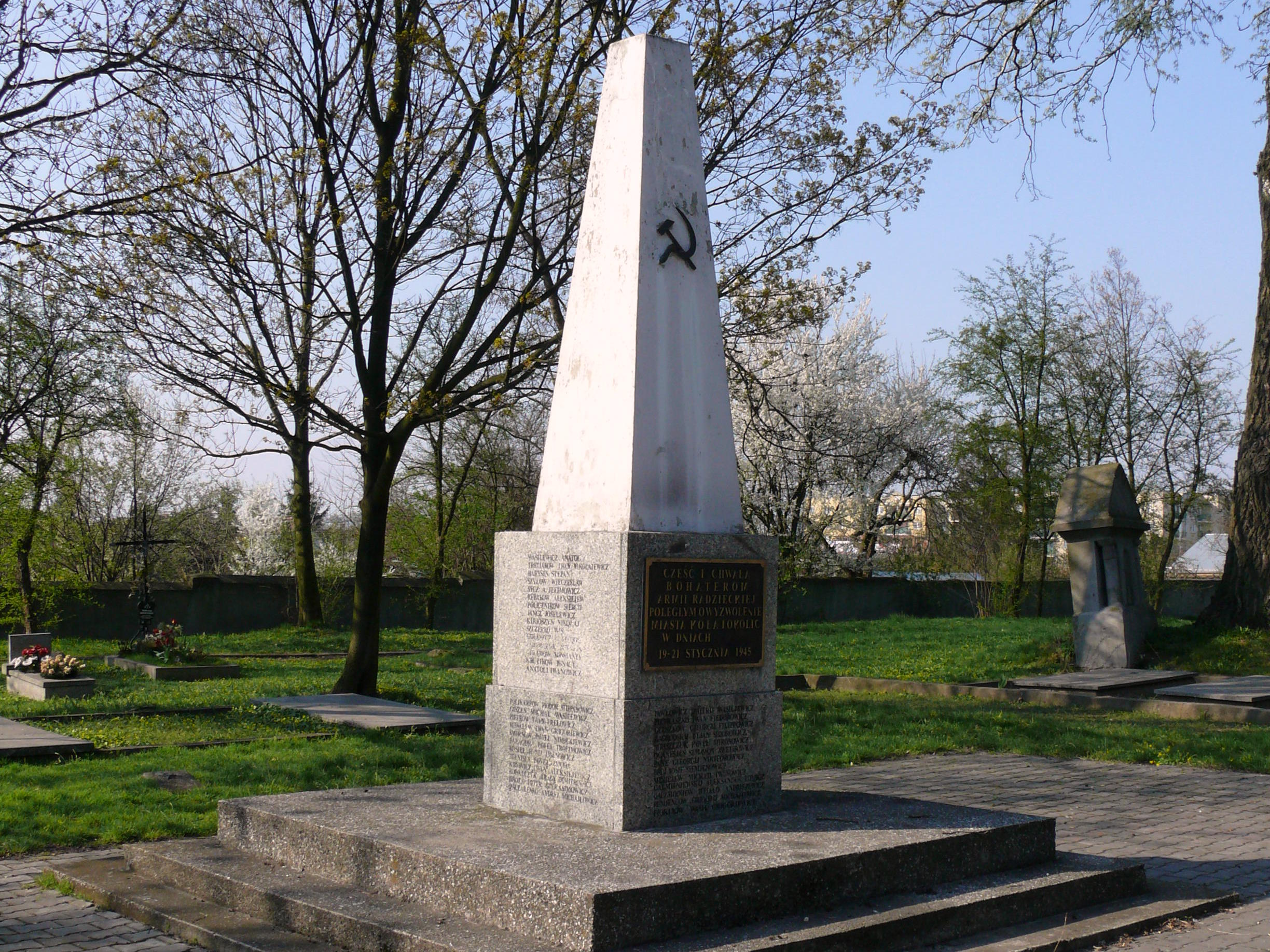
Pomnik na terenie cmentarza

Cmentarz wojenny w Kole – cmentarz wojenny w Kole. Położony jest na terenie osiedla Przemieście Warszawskie, pochowani są tam głównie żołnierze radzieccy.

## Informacje ogólne
Na cmentarzu wojennym pochowani zostali polscy lotnicy, którzy zginęli nad Kołem podczas kampanii wrześniowej, a także żołnierze Armii Czerwonej polegli w walkach o miasto w styczniu 1945 roku.
Pierwszy to pomnik ku czci nieznanym lotnikom polskim poległym w czasie kampanii wrześniowej. Z nazwiska wymienieni są ppor. Tadeusz Sawicki oraz kapral Brunon Ślebioda, którzy zginęli nad Kołem 5 września 1939 roku. Pomnik ozdobiony jest w krzyż i złamane śmigło na płycie nagrobnej.
Drugi pomnik przedstawia symbol Związku Radzieckiego – sierp i młot. Na nim umieszczono napis: ,,Cześć i chwała bohaterom Armii Radzieckiej, poległym o wyzwolenie miasta Koła i okolic w dniach 19-21 stycznia 1945 r.’’. Poniżej wypisane są nazwiska 132 poległych w walkach o miasto.
W lutym roku 1997 pochowano na tym cmentarzu także 13 ekshumowanych zwłok żołnierzy radzieckich ze Słupcy. W 2011 roku na terenie cmentarza odnaleziono mogiłę zbiorową, w której pochowano 90 żołnierzy niemieckich poległych podczas walk o Koło w 1945 roku.
Na cmentarzu istnieją także nagrobki z XIX wieku, należące prawdopodobnie do prawosławnych mieszkańców miasta.
Cmentarz jest często dewastowany, jest także miejscem libacji alkoholowych. Od 2014 roku lokalni działacze społeczni organizują akcje porządkowania cmentarza. W 2020 roku cmentarz odwiedził ambasador Mołdawii w Polsce Iurie Bodrug.
Około 2022 roku z pomnika żołnierzy radzieckich usunięto symbol sierpu i młota, w maju 2022 roku został jednak odrestaurowany i ponownie umieszczony na obelisku. 16 maja 2022 roku symbol został skradziony z pomnika. 30 czerwca 2024 roku cmentarz został poważnie uszkodzony podczas burzy, która przeszła przez powiat kolski.